# Jean-Marc Micas
Jean-Marc Micas PSS (ur. 17 czerwca 1963 w Montélimar) – francuski duchowny katolicki, biskup Tarbes i Lourdes od 2022.

## Życiorys
Urodził się 17 czerwca 1963 w Montélimar (Drôme). W 1983 roku uzyskał Dyplom Inżynierii Lądowej i Klimatycznej na Uniwersytecie w Tuluzie. W latach 1985–1990 uczęszczał do seminarium Saint-Cyprien w Tuluzie, uzyskując licencjat z teologii.
Święcenia kapłańskie przyjął 10 marca 1991 r. i został inkardynowany do archidiecezji Tuluzy, a od 6 czerwca 1999 został członkiem Stowarzyszenia Prezbiterów św. Sulpicjusza.
Pełnił następujące funkcje: wikariusza parafii Saint-Gaudens (1991-1995); diecezjalnego kapelana Młodzieżowego Ruchu Eucharystycznego (1993-1998); proboszcza Labège et Escalquens (1995); kierownika diecezjalnej służby powołań (1997-2000); wychowawcy w regionalnym seminarium Saint-Cyprien w Tuluzie (1999-2010); członek kolegium konsultorów i rady kapłańskiej (1999-2013); szefa regionalnej służby powołań (2000-2013); członek diecezjalnej służby formacji kapłanów (2006-2013); przełożonego seminarium regionalnego Saint-Cyprien (2007-2013); członek Krajowej Rady Wyższych Seminariów Duchownych (2011-2013).
Od 2013 r. był przełożonym francuskiej prowincji Zgromadzenia Kapłanów św. Sulpicjusza.
30 marca 2022 papież Franciszek mianował go ordynariuszem diecezji Tarbes i Lourdes. Sakry udzielił mu 29 maja 2022 arcybiskup Guy de Kérimel.